# Rolle-hágó
A Rolle-hágó, németül: Rollepass, olaszul: Passo (di) Rolle egy 1989 méter magasan fekvő alpesi hágó a délkeleti Dolomitokban, Trentino megyében, Észak-Olaszországban. A Fiemme-völgyet (Val di Fiemme / Fleimstal) köti össze a Primiero-völggyel. A hágó és környéke a Paneveggio – Pale di San Martino natúrpark (Parco Naturale Paneveggio – Pale di San Martino) területén fekszik, festői természeti környezetben.

## Fekvése

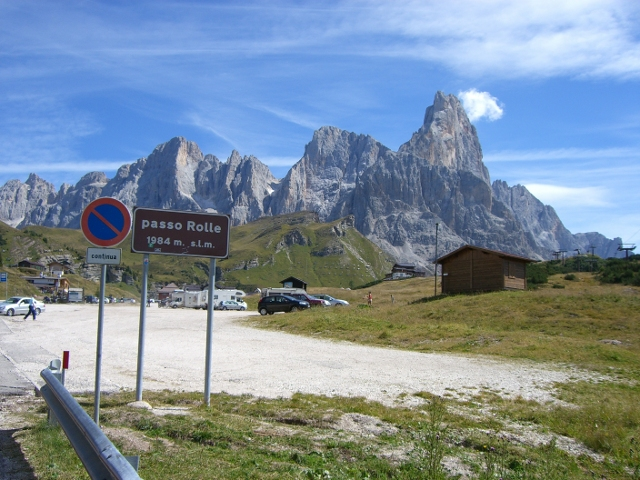
A hágó nyugati bejárata

A Rolle-hágóba nyugat felől a Travignolo-völgy vezet fel, amely a Fiemme-völgyből (Fleimstal /Val di Fiemme) ágazik ki Predazzónál keleti irányban. Az itt haladó SS50 főút Bellamonte után, Paneveggiónál elhalad a zárógáttal felduzzasztott Paneveggio-tó (Lago di Paneveggio) északi partja mentén. A tó fölött, a völgy északi lejtőjén áll a Sperre Paneveggio régi osztrák erődcsoport, amely a Travignolo patak völgyét védte egy délről és keletről (a Rolle-hágón át) jövő támadás ellen. Itt ágazik ki északkelet felé a Valles-hágón át Falcadéba vivő út.
A hágótetőn széles fennsík nyílik, amelyet nyugaton a Pale di San Martino hegycsoport két markáns sziklacsúcsa zárja le. Északabbra a zömökebb, 3192 m magas Vezzana-csúcs (Cima di Vezzana), ennek déli szomszédja a karcsúbb, hegyes 3184 méteres Cimon della Pala, amely közvetlenül a San Martino di Castrozza felé ereszkedő SS50 főút fölé magasodik. A hágóból nézve a bal oldali Cima Vezzana alacsonyabbnak tűnik, mivel távolabb van a hágótetőtől, mint a Cimon della Pala.
A Cima Vezzana csúcsán áthalad a Trentino-Alto Adige és Veneto régiókat elválasztó határ (Trento autonóm megye és Belluno megye között). A hágó fennsíkjának déli részén, a Tognazza és Cavalazza hegyektől határolt Paneveggio-katlanban két tengerszem található, a Colbricòn-tavak (Laghi di Colbricòn), fölöttük az 1908 m magas Colbricòn-hágó. A fennsíkot északon a magányos Castellazzo-hegy zárja (2333 m).
A hágón áthaladó kanyargós SS50 főút a fennsíkon élesen dél felé fordul, és számos hajtűkanyarral az ismert télisport-központba, San Martino di Castrozza községbe, innen tovább a Cismon-patak völgyén Val Cismon) keresztül Fiera di Primiero járási székhelyre érkezik. A völgyet Primiero-völgynek is hívják (régi német nevén Primörtal). Az SS50 főútból itt kelet felé kiágazik a SR347 út, amely Agordóba vezet, maga az SS50 főút tovább halad délnek, Feltre felé. (Mindkét helység már Veneto régióban van).
A Cismon-völgy elválasztja egymástól (nyugaton) a Lagorai-hegyláncot (Catena di Lagorai), keleten a Pale di San Martino hegycsoportot, amelyet Primierói Dolomitoknak vagy egyszerűen Pala-csoportnak is neveznek. A hágót körülvevő egész hegyvidék a Paneveggio–Pale di San Martino natúrpark részét képezi. A Rolle-hágó vízválasztó is, a tőle északra, a Venegia-völgyben eredő Travignolo-patak az Avisióba ömlik, amely az Etsch folyóba torkollik. Délen a Cismon-patak a Brenta folyóba ömlik.

## Történelme
A Rolle-hágó fennsíkjára vezető ösvényeket már a kőkorszaki emberek is járták, de magát a Rolle-hágót nem ismerték, vagy nem használták. Régészeti leletek tanúsága szerint a korabeli vadászok Colbricòn-hágón keresztül keltek át a hegygerincen, amelyik Rolle-hágótól délnyugatra fekszik. A Rolle-hágóból a Colbricòn-hágóra, onnan le át San Martino di Castrozzába ma is járható erdei út vezet. 1971–72-ben a Colbricòn-tavaknál a régészek számos ősi vadászpihenő, lakóhely nyomait tárták fel, gazdag leletanyaggal. A Colbricòn-hágó földútja a középkorig használatban volt, málhás teherszállításra (Saumweg) is használták.
A középkorban a Velencei Köztársaság és a Habsburg-tartományok közötti kereskedelem egyre inkább áttevődött a Rolle-hágóra. 1200 körül a hágó mindkét oldalán egy-egy ispotályos kolostor hospice) létesült (a keleti oldalon San Martino di Castrozzában, 
a nyugati oldalon Paneveggióban).
Az újkorban a Rolle-hágó útjának kiépítését (más Dolomit-hágókhoz képest) korán elkezdték, az 1820-as évekre már teljes hosszúságában szekerekkel is járható volt. A növekvő forgalom miatt kapacitása elégtelenné vált, ezért az osztrák kormány 1840–65 között a völgyekben vezető útszakaszokat, 1840–65 között a magashegyi szerpentineket is (a kor mércéje szerint) modern országúttá építette át. A mű 1872-re készült el.
Az első világháborúban a front közvetlenül a Rolle-hágó alatt húzódott, a hágó útja életfontosságú utánpótlási útvonallá vált, kapacitásának bővítésére újabb nagyszabású építkezés kezdődött, ezt azonban a háború folyamán már nem sikerült befejezni. 1919-ben egész Trentino (Dél-Tirollal együtt) az Olasz Királysághoz került. A hágóra vezető déli szerpentin 30 hajtűkanyart tartalmaz, az északi rámpa 12 kanyart, ezek egy része szűk és rosszul belátható. A jelenlegi SS50-es országos főútvonal újabb általános korszerűsítése az ezredforduló utáni években elkezdődött, a hágótól délre fekvő (venetói) szakasz felújítása 2010 előtt befejeződött, az északi (trentinói) szakasz felújítása jelenleg (2013) folyik.
A világháborús harcokra a hágó déli peremén számos katonai bunker, lövészárok és alagút emlékeztet, legtöbbjük a Cavallazza-hegyen és a Colbricòn-hegyen, valamint a hágót északról uraló magányos Castellazzo-hegyen (Cima Castellaz), amelynek tetején, a csúcskereszt mellett egy Krisztus-szobor is áll.

## Alpinizmus, sport, gazdaság
A hágó a Dolomiti Superski regionális síszövetséghez tartozik, a Rolle-hágó / San Martino di Castrozza zóna része, a paneveggiói síterepekkel együtt. A Rolle-hágó sípályái délen a Colbricòn oldalában, keleten a Cima Vezzana előhegyein, a Costazza-hegy lejtőin fekszenek. Utóbbiak mellett található 2140 méteren a Capanna Cervino és 2174 méteren a Baita Segantini menedékház, festői környezetben, a Pala-tornyok tövében. Nyáron a hágó fennsíkján gulyákat legeltetnek.
A hágó venetói oldalán, a tető közelében áll az olasz pénzügyőrség két laktanyája, az egyik a pénzügyőrség hegyi mentőszolgálatának (Soccorso Alpino Guardia di Finanza) székhelye, a másik a pénzügyőr akadémia hegyi kiképző egységeinek kaszárnyája, a Caserma Sass Maor. Minden évben több gyakorlatot és (sí)versenyt szerveznek itt, az egész Olaszországból összevont pénzügyőr hallgatók számára. A több napos hegyi túlélő gyakorlatokban a pénzügyőrség légi mentőszolgálatának helikopterei is részt vesznek.

## Képgaléria

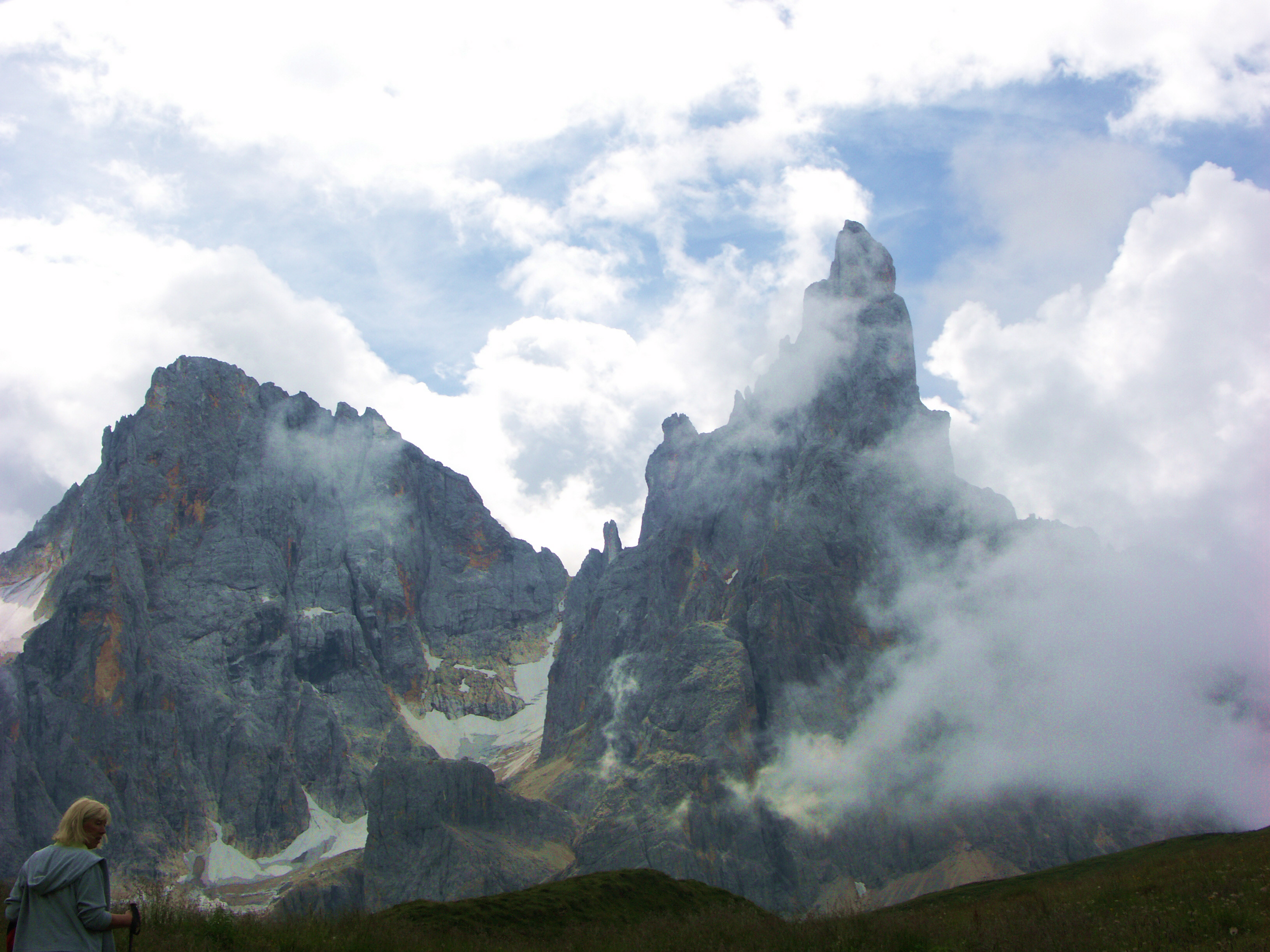
Cima di Vezzana és Cimon della Pala a hágóról nézve
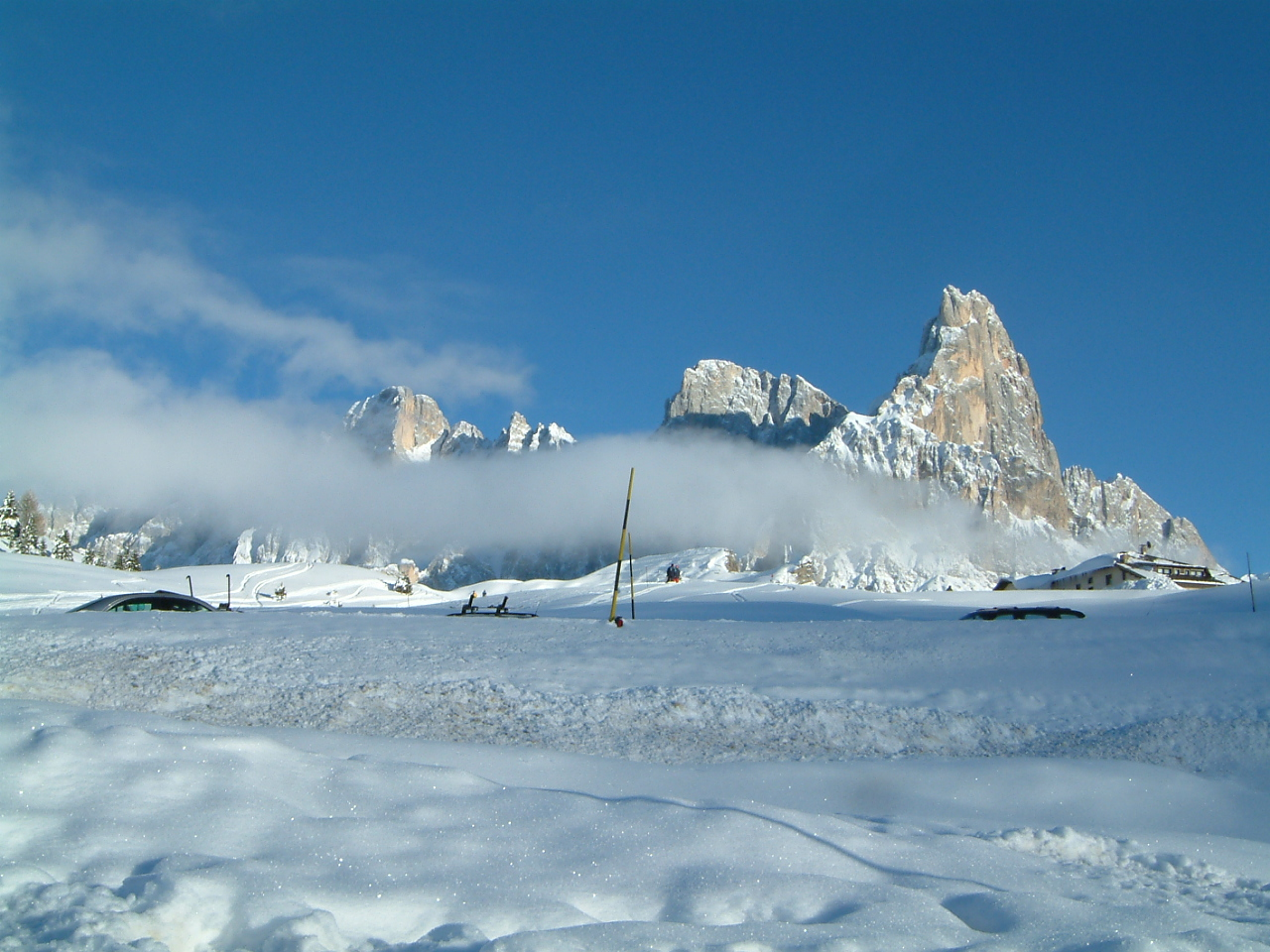
A Rolle-hágó télen (Cima Vezzana, Cimon della Pala)
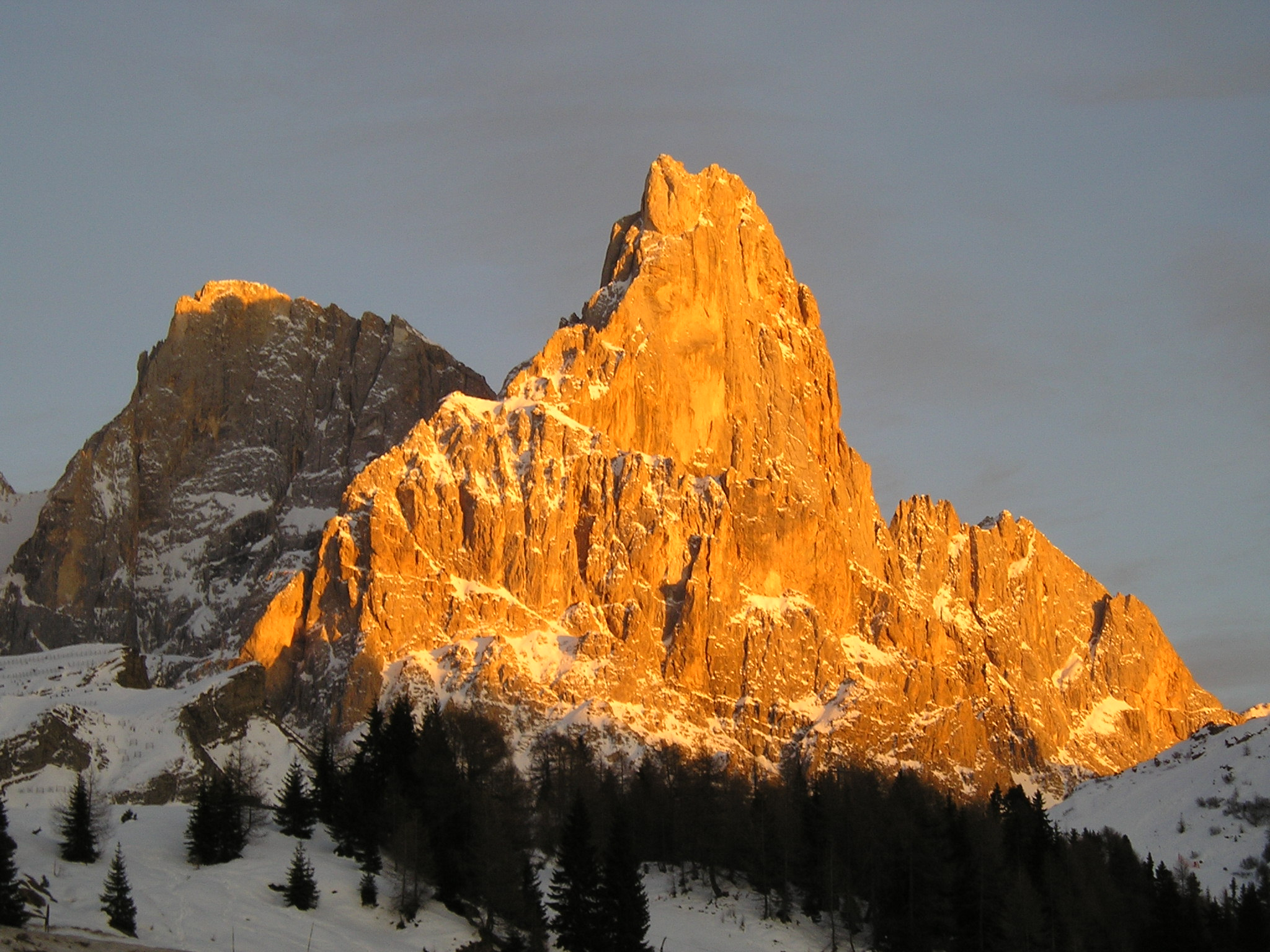
Cimon della Palá, „alpesi izzás”
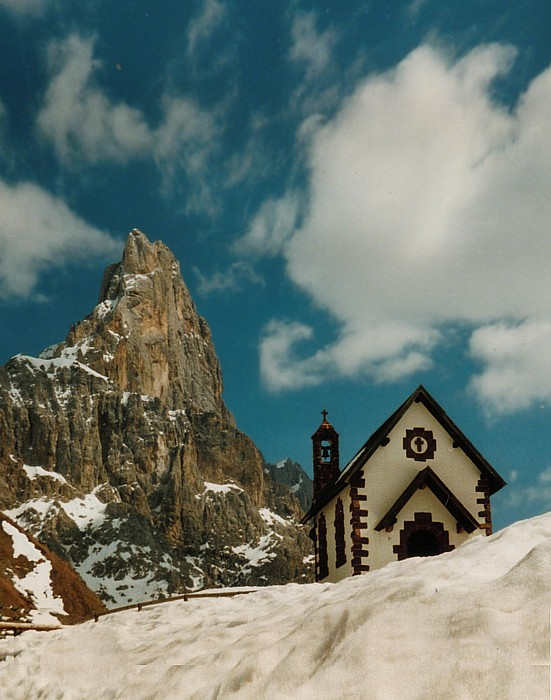
Kápolna a hágóban, háttérben a Cimon della Pala